# Nattefrost
Nattefrost ist ein 2003 gegründetes norwegisches Black-Metal-Projekt. Es handelt sich dabei um ein Soloprojekt von Roger „Nattefrost“ Rasmussen, Sänger und Gitarrist der Band Carpathian Forest, der von Gastmusikern unterstützt wird.

## Geschichte

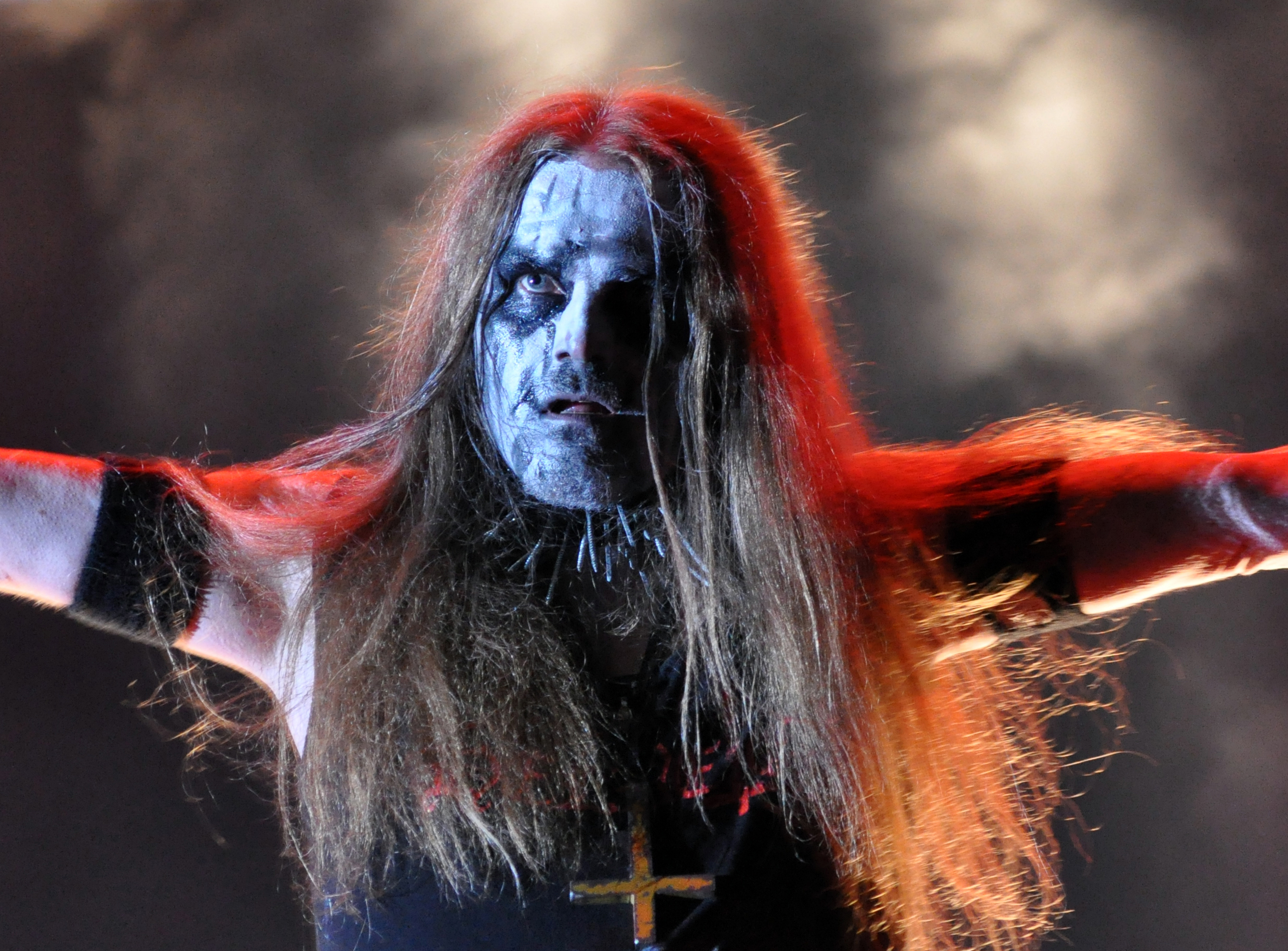
Roger „Nattefrost“ Rasmussen mit Carpathian Forest beim Party.San Metal Open Air 2013

Das Debütalbum Blood & Vomit wurde im Februar 2004 über das Label Season of Mist veröffentlicht. Die LP-Version kam über Displeased Records auf den Markt und wurde auf 500 Stück limitiert. Auf dem Debüt brachte Nattefrost Lieder heraus, von denen er dachte, sie seien in dieser Form für Carpathian Forest zu primitiv und ungeeignet und hätten eher zu den früheren Alben gepasst; er wolle bei der Band aber „jedes Mal eine Art kleine Entwicklung hören“. Der Nachfolger Terrorist – Nekronaut Pt. I, kam am 20. Juni 2005 ebenfalls über Season of Mist heraus.
2006 wurde die Live-Kassette Drunk and Pisseskev at Ringnes 2004 über das Label Fiskegrateng Rekordz veröffentlicht. Die Live-Besetzung der Band bestand laut der Cover-Beilage aus Mr. R Nattefrost - Hate and Hellstrings, Dr. Amoque Von Berlevaag - Hellstrings, AiwarikiaR Lancelot (Ex-Valhall, Ex-Ulver) - Battery und Deathanie Cunt - Bulldozer Bass, wobei „Hate“ für den Gesang, „Hellstrings“ für die E-Gitarre, „Battery“ für das Schlagzeug und „Bulldozer Bass“ für die Bass-Gitarre stehen. Im Mai 2008 kam über das Label Fiskegrateng Records die Compilation Hell Noise and Live Terrorism (Rare Traxxx 2002 - 2007) auf den Markt. Darauf sind, wie der Titel andeutet, rare Stücke und Live-Aufnahmen des ersten Konzertes der Band. Die CD ist auf 100 Stück limitiert.
Am 18. Mai erschien über das norwegische Label Indie Recordings die Split-Veröffentlichung mit Fenriz’ Red Planet, einem Seitenprojekt des Darkthrone-Musikers Fenriz. Taake-Session-Gitarrist Stian „Skagg“ Lægreid hat Nattefrost unter dem Pseudonym „Herr Ekkel“ musikalisch unterstützt. Die Stücke von Fenriz’ Red Planet stammen aus dem Jahre 1993. Diese wurden allein von Fenriz gespielt und im Necrohell Studio, in dem auch die Darkthrone-Alben Transilvanian Hunger und Panzerfaust entstanden, aufgenommen.
Auf den beiden Alben wirkten verschiedenen Gastmusiker mit, etwa „Vrangsinn“ von Carpathian Forest, das ehemalige Carpathian-Forest-Mitglied Nordavind, Ørjan „Hoest“ Stedjeberg von Taake, Carl-Michael „Aggressor“ Eide oder Sanrabb und Per „Dirge Rep“ Husebø von Gehenna.

## Musik und Texte
Nattefrosts Einflüsse liegen hauptsächlich im Thrash Metal, Punk und Black Metal der 1980er Jahre, er selbst bezeichnet sich als letzten Verteidiger des wahren Black Metal und spricht sich gegen seiner Ansicht nach verwässerten modernen Black Metal aus. Dementsprechend ist die Produktionsqualität relativ gering und der Klang, der von einfachen, stark dissonanten Riffs in Kombination mit sehr rauem gutturalen Gesang herrührt, insgesamt kakophonisch. Die Musik ist bewusst primitiv gehalten und bewegt sich zwischen Mitteltempo ähnlich Venoms Black Metal und teilweise durchgehendem Blastbeat-Tempo. Black Metal versteht er als nicht durch den Satanismus definiert, sondern als Aufruf zur Individualität, „gepaart mit einer Wertschätzung natürlich an unsere eigene Heimat. Jedoch nicht an die Menschen, die sie heute bewohnen.“ Nattefrost bezeichnet sich als Nationalisten, allerdings ohne dabei die „Grenze zum Nazismus zu überqueren“, und vertritt die Ansicht, echter Black Metal sei „eine örtlich gebundene Geschichte“ und könne „nur aus Norwegen kommen“. Zudem spricht er sich gegen „Rassenmischung“ aus, behauptet aber gleichzeitig, kein Rassist zu sein, schwarze Freunde zu haben und alle Menschen gleichermaßen zu hassen. Nattefrost gilt als Vertreter eines „neuen“ „Old-School“-Black-Metal.
Ähnlich wie im Porngrind, greift Nattefrost auf eingeschobene Dialoge aus Pornofilmen zurück und beinhaltet in seinen Texten teilweise extreme sexuelle Handlungen. Ebenso provozierte Nattefrost beispielsweise durch Auftritte, bei denen er Plastikbrüste, hochhackige Schuhe und Strumpfhosen trug, und eine Photographie, die ihn nackt und in seinen eigenen Exkrementen zeigt; er selbst erklärte dazu, auf Heroin und zu jener Zeit in einem schlechten Zustand gewesen zu sein. Ungewöhnlich für den Black Metal sind die teils humoristischen oder selbstironischen Bezüge. Beispielsweise hört man Nattefrost in dem Lied Nattefrost Takes a Piss bei der Miktion und zu Beginn von The Art of Spiritual Purification beim Erbrechen.

„Nordavind war am Singen und wir tranken. Ich stoppte ihn, während er sang, und musste kotzen. Er hielt das Mikro hin und nahm es einfach auf. Es war eine lustige Aufnahme, die ja auch eine Minute lang ging.“

## Diskografie
- 2003: Blood & Vomit (Studioalbum)
- 2005: Terrorist – Nekronaut Pt. I (Studioalbum)
- 2006: Drunk and Pisseskev at Ringnes 2004 (Live-EP)
- 2008: Hell Noise and Live Terrorism (Rare Traxxx 2002 - 2007) (Kompilation)
- 2009: Engangsgrill (Split mit Fenriz’ Red Planet)